# 岡山県道343号藤屋津山線
岡山県道343号藤屋津山線（おかやまけんどう343ごう とうやつやません）は、岡山県苫田郡鏡野町から津山市に至る一般県道である。

## 概要
苫田郡鏡野町香々美と津山市山方を結ぶ。

### 路線データ
- 起点：苫田郡鏡野町香々美（岡山県道392号百谷寺元線交点）
- 終点：津山市山方（岡山県道339号西一宮中北上線交点）
- 総延長：5.9 km

## 歴史
- 1960年（昭和35年）3月18日 - 岡山県告示第335号により認定される。
- 1972年（昭和47年） - 岡山県の県道番号再編により現行の路線番号に変更される。

## 地理

### 通過する自治体
- 岡山県
  - 苫田郡鏡野町 - 津山市

### 交差する道路
| 交差する道路                | 市町村名 | 市町村名 | 交差する場所 | 交差する場所 |
| --------------------------- | -------- | -------- | ------------ | ------------ |
| 岡山県道392号百谷寺元線     | 苫田郡   | 鏡野町   | 香々美       | 起点         |
| 岡山県道339号西一宮中北上線 | 津山市   | 津山市   | 山方         | 終点         |

### 沿線
- 鏡野町立香々美小学校（起点付近）